# Рамазан Шахін
Рамазан Шахін (тур. Ramazan Şahin, при народженні — Ірбайханов Рамзан Ісмаїлович; нар. 8 липня 1983, Махачкала, Дагестан, Росія) — турецький борець вільного стилю чеченського походження, чемпіон світу, чемпіон Європи, чемпіон Олімпійських ігор у змаганнях з вільної боротьби. Також успішно виступає на турнірах найвищого рівня у змаганнях з греко-римської боротьби.

## Життєпис
Боротьбою почав займатися з 1997 року. Вихованець СДЮШОР ім. Б. і А. Сайтієвих, м. Хасав'юрт.
У Росії була велика конкуренція серед борців, через що було важко було пробитися в перший склад російської збірної, тому Рамазан у 2003 році переїхав до Туреччини. У 2006 році керівництво Туреччини дозволило йому виступати за збірну і дало Рамазану «спортивне громадянство», а державний міністр спорту Мехмет Алі Шахін дав йому своє прізвище. Тому в Туреччині і в спортивному світі його більше знають, як Рамазана Шахіна.
Наступного року на чемпіонаті Європи в Софії став бронзовим призером, зате на чемпіонаті світу в Баку здобув чемпіонський титул, здолавши у фіналі кубиця Геандрі Гарсона.
У 2008 році на чемпіонаті Європи в Тампере вишрав ці змагання. У фіналі переміг грузина Кобу Какаладзе. Того ж року на літніх Олімпійських іграх в Пекіні здобув олімпійське золото, здолавши у фіналі в запеклій боротьбі представника України Андрія Стадника з рахунком 6-5.
Виступав за спортивні клуби «İstanbul Büyükşehir Belediyesi S.K.» Стамбул та «Амазіо Секер Спорт». Тренери — Ісхак Ірбайханов (з 1995), Адем Берекет (з 2006).
Після завершення спортивної кар'єри перейшов на тренерську роботу і з 2013 року почав працювати зі збірною Туреччини. Головний тренер збірної Туреччини з боротьби — його дядько Ісхак Ірбайханов, Рамазан був помічником головного тренера.
У 2018 році президент Федерації спортивної боротьби Туркменістану Максат Байрамов запропонував Рамазану Шахіну очолити туркменську національну збірну. У лютому 2019 року він підписав однорічний контракт з туркменською федерацією.

## Спортивні результати на міжнародних змаганнях

### Виступи на Олімпіадах
| Змагання                    | Збірна    | Вагова категорія          | Місце  |
| --------------------------- | --------- | ------------------------- | ------ |
| Літні Олімпійські ігри 2008 | Туреччина | вільна боротьба, до 66 кг | Золото |
| Літні Олімпійські ігри 2012 | Туреччина | вільна боротьба, до 66 кг | 5      |

### Виступи на Чемпіонатах світу
| Змагання                        | Збірна    | Вагова категорія          | Місце  |
| ------------------------------- | --------- | ------------------------- | ------ |
| Чемпіонат світу з боротьби 2007 | Туреччина | вільна боротьба, до 66 кг | Золото |
| Чемпіонат світу з боротьби 2010 | Туреччина | вільна боротьба, до 66 кг | 19     |
| Чемпіонат світу з боротьби 2011 | Туреччина | вільна боротьба, до 66 кг | 20     |

### Виступи на Чемпіонатах Європи
| Змагання                         | Збірна    | Вагова категорія          | Місце  |
| -------------------------------- | --------- | ------------------------- | ------ |
| Чемпіонат Європи з боротьби 2007 | Туреччина | вільна боротьба, до 66 кг | Бронза |
| Чемпіонат Європи з боротьби 2008 | Туреччина | вільна боротьба, до 66 кг | Золото |

### Виступи на Кубках світу
| Змагання                    | Збірна    | Вагова категорія                 | Місце |
| --------------------------- | --------- | -------------------------------- | ----- |
| Кубок світу з боротьби 2007 | Туреччина | греко-римська боротьба, до 74 кг | 8     |

### Виступи на Чемпіонатах світу серед студентів
| Змагання                                        | Збірна    | Вагова категорія                 | Місце  |
| ----------------------------------------------- | --------- | -------------------------------- | ------ |
| Чемпіонат світу з боротьби серед студентів 2008 | Туреччина | греко-римська боротьба, до 74 кг | Бронза |

### Виступи на інших змаганнях
| Змагання                                                        | Збірна    | Вагова категорія                 | Місце  |
| --------------------------------------------------------------- | --------- | -------------------------------- | ------ |
| Гран-прі Німеччини з боротьби 2007                              | Туреччина | греко-римська боротьба, до 74 кг | 12     |
| Золотий Гран-прі з боротьби 2008                                | Туреччина | греко-римська боротьба, до 74 кг | 5      |
| Турнір Дана Колова — Николи Петрова 2009                        | Туреччина | греко-римська боротьба, до 74 кг | 8      |
| Золотий Гран-прі з боротьби 2009                                | Туреччина | вільна боротьба, до 66 кг        | 8      |
| Золотий Гран-прі з боротьби 2009                                | Туреччина | греко-римська боротьба, до 74 кг | 13     |
| Золотий Гран-прі з боротьби 2010 (Тбілісі)                      | Туреччина | вільна боротьба, до 74 кг        | 9      |
| Кубок Ядегара Імама 2011                                        | Туреччина | греко-римська боротьба, до 74 кг | 9      |
| Турнір Олександра Медведя 2011                                  | Туреччина | вільна боротьба, до 66 кг        | 9      |
| Меморіал Вацлава Циолковського 2011                             | Туреччина | вільна боротьба, до 66 кг        | Бронза |
| Олімпійський кваліфікаційний турнір з боротьби 2012 (Гельсінкі) | Туреччина | вільна боротьба, до 66 кг        | Срібло |
| Меморіал Вацлава Циолковського 2012                             | Туреччина | вільна боротьба, до 74 кг        | Срібло |

### Виступи на змаганнях молодших вікових груп
| Змагання                                       | Збірна    | Вагова категорія                 | Місце |
| ---------------------------------------------- | --------- | -------------------------------- | ----- |
| Чемпіонат Європи з боротьби серед кадетів 2002 | Туреччина | греко-римська боротьба, до 58 кг | 5     |